# Wellington Rocha
Wellington Rocha (São Paulo, 4 d'octubre de 1990) és un futbolista. Va disputar 4 partits amb la selecció de Timor Oriental.

## Estadístiques
| Selecció de Timor Oriental | Selecció de Timor Oriental | Selecció de Timor Oriental |
| Anys                       | Partits                    | Gols                       |
| -------------------------- | -------------------------- | -------------------------- |
| 2012                       | 4                          | 0                          |
| Total                      | 4                          | 0                          |